# Parco archeologico di Ostia antica
Il Parco archeologico di Ostia antica  è una vasta aerea archeologica che si trova lungo la costa romana, tra i comuni di Roma e Fiumicino, destinata alla protezione e valorizzazione di diversi siti archeologici, tra i quali quello di Ostia antica, da cui prende il nome.

## Aree archeologiche
Il Parco archeologico di Ostia Antica, che al suo interno ospita 4 sedi museali, con i suoi 150 ettari, ricompresi nel territori comunali di Roma e Fiumicino, è uno dei siti archeologici più grandi d'Europa.; nel 2019 ha ricevuto il Marchio del patrimonio europeo
Il parco, che ricade nelle aree comunali di Roma e Fiumicino, comprende i seguenti siti archeologici:
- Il Museo archeologico ostiense a Ostia Antica
- Area archeologica di Ostia Antica
  - Tor Boacciana e complessi limitrofi
  - Molo repubblicano e banchine
  - Il Casone rinascimentale del sale a Ostia Antica
  - Ville costiere di Procoio
  - La chiesa di sant'Ercolano
  - Necropoli e Basilica di Pianabella
  - La Necropoli Laurentina
- Castello di Giulio II e Borgo di Ostia antica
- Area archeologica dei Porti Imperiali di Claudio e Traiano
  - L'Area archeologica di Monte Giulio
- Il Museo delle navi di Fiumicino
- La Necropoli di Porto Isola Sacra
  - Le tombe nell'area ex Opera Nazionale Combattenti
  - L'area archeologica dell'Iseo Portuense (Fiumicino)
- Il complesso della basilica di sant'Ippolito (Fiumicino)